# Steuben (transatlantico)
La Steuben fu una nave passeggeri tedesca entrata in servizio nel 1923 per la società armatrice Norddeutscher Lloyd; inizialmente denominata München, cambiò nome in General von Steuben nel 1931 e in Steuben nel 1938. Acquisita dalla Kriegsmarine all'inizio della seconda guerra mondiale, servì come nave trasporto truppe e nave ospedale, finendo affondata il 10 febbraio 1945 nel Mar Baltico dopo essere stata colpita dai siluri del sommergibile sovietico S-13, con un numero di vittime stimabile tra 3.000 e 4.000 persone.

## Storia
Costruita nei cantieri della AG Vulcan di Stettino, la nave venne varata il 25 novembre 1922 con il nome di München in onore dell'omonima città tedesca, e intraprese il suo viaggio inaugurale negli Stati Uniti d'America il 23 giugno 1923: la München fu la prima nave passeggeri costruita in Germania ad approdare al porto di New York dalla fine della prima guerra mondiale. La nave continuò poi con i collegamenti transatlantici lungo la rotta Brema-New York; l'11 febbraio 1930, mentre si trovava ancorata nel fiume Hudson dopo un viaggio da Brema, scoppiò un incendio nella stiva numero 6, carica di vernici, che rapidamente si estese al resto della stiva provocando una serie di forti esplosioni: l'incendio si propagò rapidamente, ma la maggior parte dei 263 passeggeri trasportati era già sbarcata e vi furono così solo pochi feriti. Nonostante l'intervento di tutte le attrezzature antincendio delle autorità portuali di New York, la München continuò a bruciare fino al suo affondamento accanto al molo dove si trovava attraccata.
In una delle maggiori operazioni di salvataggio navale della sua epoca, lo scafo della München fu riportato a galla e già il 9 maggio 1930 fu in grado di rientrare a Brema: messa in cantiere negli impianti della AG Weser, tornò in servizio nel gennaio del 1931 con il nuovo nome di General von Steuben in onore di Friedrich Wilhelm von Steuben, generale prussiano che combatté a fianco degli americani durante la guerra d'indipendenza americana. Il nome fu poi ulteriormente cambiato in Steuben nel novembre del 1938.
Allo scoppio della seconda guerra mondiale la nave venne requisita dalla Kriegsmarine: dopo aver servito come nave caserma a Kiel e Danzica, la Steuben fu adibita al trasporto truppe e poi, dal luglio del 1944, contrassegnata come nave ospedale. Dall'inizio di gennaio del 1945, la Steuben fu coinvolta assieme a un considerevole quantitativo di unità navali di superficie della Kriegsmarine nell'operazione Annibale, l'evacuazione dalla Prussia Orientale del maggior numero possibile di civili e truppe tedesche, in fuga davanti all'avanzata delle forze sovietiche; il 9 febbraio 1945 la nave salpò da Danzica diretta a Swinemünde, carica di circa 2.800 soldati feriti, 100 altri militari, 270 membri del personale medico, 800 civili e 285 membri dell'equipaggio, per un totale di 4.267 persone imbarcate (altre fonti stimano un totale di circa 3.300 persone). Poco dopo la mezzanotte del 10 febbraio, mentre la nave si trovava in navigazione nel mar Baltico, fu colpita da due siluri lanciati dal sommergibile sovietico S-13, affondando nel giro di 20 minuti: la torpediniera tedesca T-196 recuperò circa 300 sopravvissuti, con un totale di vittime stimabile tra 3.000 e 4.000 persone, uno dei peggiori disastri navali della storia.
Il relitto della Steuben fu localizzato nel maggio del 2004 dal vascello idrografico della marina militare polacca ORP Arctowski, inclinato sul lato di babordo a una profondità di 70 metri ma ancora in gran parte intatto.